# Justin Haley
Justin Haley (né le 16 juin 1991 à Sacramento, Californie, États-Unis) est un lanceur droitier qui a joué pour les Twins du Minnesota et les Red Sox de Boston en Ligue majeure de baseball entre 2017 et 2018.

## Carrière
Justin Haley est repêché à deux reprises par des équipes du baseball majeur : étudiant au Sierra College de Rocklin en Californie, il est d'abord réclamé par les Indians de Cleveland au 46e tour de sélection en 2010, mais il choisit de rejoindre les Bulldogs de l'université d'État de Californie à Fresno, et signe son premier contrat professionnel avec les Red Sox de Boston, qui en font leur sélection de 6e tour en 2012.
Haley amorce sa carrière professionnelle en 2012 dans les rangs mineurs et dispute cinq saisons avec des clubs affiliés aux Red Sox de Boston. Le 8 décembre 2016, il est réclamé par les Angels de Los Angeles au repêchage de la règle 5 ; les Angels vendent immédiatement son contrat aux Padres de San Diego, qui l'échangent sur le champ aux Twins du Minnesota contre Miguel Díaz, un lanceur droitier.
Justin Haley fait ses débuts dans le baseball majeur comme lanceur de relève pour Minnesota le 5 avril 2017 face aux Royals de Kansas City.
Après 18 manches lancées en 10 matchs pour Minnesota, il est transféré aux Red Sox de Boston le 24 juillet 2017.